# Dällebach Kari
Dällebach Kari è un film svizzero del 1970, diretto da Kurt Früh, su soggetto di Hansruedi Lerch e Kurt Marti. Il film è basato sulla vita di Karl Tellenbach (1877-1931). 

## Trama
Kari Dällebach è un parrucchiere con bottega a Berna, molto noto nella comunità cittadina dei primi decenni del XX secolo per il suo carattere scherzoso e per i suoi motti di spirito. Dedito all’alcool, amico della cameriera Jenny ed accudito dalla sorella Rosa, ha diversi intercorsi, oltre che con le forze dell’ordine e con un parlamentare, con clienti, amici e conoscenti, dai quali cerca di farsi accettare nonostante le sue peculiarità. Kari intravede la possibilità di una storia d’amore con la studentessa Annemarie, che tuttavia naufraga per motivi contingenti. Il fondo melanconico e quasi depressivo della sua vita, nonostante l’esteriore facciata giocosa, lo porta a togliersi la vita gettandosi nell’Aar.